# Campeonato Paulista de Futebol de 1956
O Campeonato Paulista de Futebol de 1956 foi a 16.ª edição do campeonato organizado pela Federação Paulista de Futebol. Teve o Santos FC como campeão, se tornando bicampeão consecutivo, seu primeiro na história. Zezinho, do São Paulo, foi o artilheiro, com 16 gols.

## Participantes
Foram participantes desta edição: Portuguesa, Corinthians, Palmeiras, São Paulo, Portuguesa e Nacional (todas de São Paulo); Santos, Jabaquara e Portuguesa Santista (todas de Santos); Guarani e Ponte Preta (ambas de Campinas); XV de Novembro de Piracicaba (de Piracicaba); XV de Novembro de Jaú (de Jaú); Noroeste (de Bauru); São Bento (de São Caetano do Sul); EC Taubaté (de Taubaté); Ferroviária (de Araraquara, campeã da divisão de Acesso); e Linense (de Lins).

## Regulamento
O Torneio de Classificação era formado por 18 times e todos os clubes se enfrentavam. Nesta fase, o Santos ficou em primeiro lugar com 30 pontos, tendo 13 vitórias e 4 empates, sem derrotas, conquistando o Troféu Dr. Jorge dos Santos Caldeira.
Após o Torneio de Classificação, disputado pelas 18 equipes, 10 equipes se classificaram para a Série Azul, e as demais equipes, disputaram a Série Branca, para lutar contra o rebaixamento:
- Série Azul: Santos (1º), Corinthians (2º), São Paulo (3º), Portuguesa (4º), Palmeiras (5º), São Bento (SCS) (6º), XV de Piracicaba (7º), XV de Jaú (8º), Taubaté (9º) e Juventus (10º);[2]

- Série Branca: Ferroviária, Guarani, Jabaquara, Linense, Nacional, Noroeste, Ponte Preta e Portuguesa Santista

## Dados do campeão

### Artilheiros do Santos[2]
- Tite: 17 gols;
- Vasconcelo e Del Vecchio: 13 gols;
- Pagão: 12 gols;
- Pepe: 10 gols;
- Álvaro: 8 gols;
- Jair Rosa Pinto e Alfredinho: 7 gols;
- Zito: 4 gols;
- Urubatão e Feijó: 2 gols;
- Ramiro: 1 gol;
- Julião e Ney: 2 gols contra

### Partidas disputadas pelo Santos[2]

#### Torneio de Classificação
17/06/1956 – Santos 1 x 0 Ponte Preta (Vila Belmiro)
21/06/1956 – Santos 3 x 1 Guarani (Vila Belmiro)
11/07/1956 – Portuguesa 0 x 1 Santos (Estádio do Pacaembu)
18/07/1956 – Santos 4 x 2 Ferroviária (Vila Belmiro)
22/07/1956 – Santos 3 x 1 São Bento (SCS) (Vila Belmiro)
25/07/1956 – Santos 4 x 1 Juventus (Vila Belmiro)
29/07/1956 – Santos 3 x 3 Corinthians (Vila Belmiro)
01/08/1956 – Santos 4 x 0 Noroeste (Vila Belmiro)
05/08/1956 – Santos 5 x 0 Jabaquara (Vila Belmiro)
12/08/1956 – Santos 1 x 0 São Paulo (Vila Belmiro)
19/08/1956 – Santos 2 x 0 Taubaté (Vila Belmiro)
26/08/1956 – Santos 2 x 2 XV de Piracicaba (Vila Belmiro)
29/08/1956 – Santos 2 x 2 Nacional (Vila Belmiro)
09/09/1956 – XV de Jaú 1 x 3 Santos – Gols: Álvaro, Ramiro e Alfredinho; Artur Simões
22/09/1956 – Palmeiras 0 x 0 Santos (Estádio do Pacaembu)
26/09/1956 – Santos 9 x 1 Linense  (Vila Belmiro)
30/09/1956 – Santos 4 x 2 Portuguesa Santista (Vila Belmiro)

#### Série Azul[1]
03/10/1956 – Santos 3 x 0 XV de Piracicaba (Vila Belmiro)
07/10/1956 – XV de Jaú 1 x 2 Santos
14/10/1956 – São Bento (SCS) 2 x 5 Santos
18/10/1956 – Portuguesa 1 x 2 Santos
24/10/1956 – Santos 2 x 1 Palmeiras (Vila Belmiro)
28/10/1956 – São Paulo 0 x 2 Santos
01/11/1956 – Taubaté 0 x 3 Santos
04/11/1956 – Santos 2 x 1 Juventus (Vila Belmiro)
11/11/1956 – Santos 0 x 4 Corinthians (Vila Belmiro)
18/11/1956 – Santos 3 x 0 XV de Jaú (Vila Belmiro)
25/11/1956 – XV de Piracicaba 1 x 3 Santos
28/11/1956 – Juventus 0 x 1 Santos
02/12/1956 – Santos 3 x 0 Portuguesa (Vila Belmiro)
05/12/1956 – Santos 4 x 0 Taubaté (Vila Belmiro)
09/12/1956 – Santos 1 x 3 São Paulo (Vila Belmiro)
12/12/1956 – Santos 4 x 1 São Bento (SCS) (Vila Belmiro)
22/12/1956 – Palmeiras 2 x 1 Santos
29/12/1956 – Corinthians 1 x 2 Santos

## Jogo do título[3][4][6]
A Federação Paulista de Futebol entendeu que a partida que apontaria a equipe campeã do Campeonato Paulista do ano de 1956 deveria ser disputada em um campo neutro e designou o Estádio Paulo Machado de Carvalho para ser o palco do encontro final entre o Santos FC e o São Paulo FC, que terminaram o certame com a mesma pontuação.
A partir desse jogo o clássico ficou conhecido como "San-São", nome dado pelo jornalista Thomaz Mazzoni, que trabalhou por muitos anos no jornal A Gazeta Esportiva.
| 3 de janeiro de 1957 | Santos                                     | 4–2           | São Paulo                | Estádio Municipal Paulo Machado de Carvalho, São Paulo, SP    |
|                      | Feijó 20' · Tite 56' · Del Vecchio 68' 79' | Ficha técnica | Zezinho 8' · Zezinho 42' | Público: 51 600 Renda: Cr$ 2.580.560,00 Árbitro: Erwin Hieger |

Santos: Manga; Wilson e Feijó; Ramiro, Formiga e Zito; Tite, Jair Rosa Pinto, Pagão, Del Vecchio e Pepe. Técnico: Lula
Taubaté: Bonelli; Clélio e Mauro; Sarará, Vitor e Alfredo; Maurinho, Zezinho, Gino, Dino Sani e Canhoteiro. Técnico: Vicente Feola
| Campeão Paulista de 1956 |
| ------------------------ |
| Santos (3º título)       |